# Gaj (gmina Radomsko)
Gaj – osada w Polsce, położona w województwie łódzkim, w powiecie radomszczańskim, w gminie Radomsko.
W latach 1975–1998 osada administracyjnie należała do województwa piotrkowskiego.